# Église du Saint-Rosaire de Zion's Hill
L'église du Saint-Rosaire (en néerlandais : Heilige Rozenkranskerk) est une église catholique située à Zion's Hill, à Saba, dans les Antilles néerlandaises.

## Historique
Son histoire remonte à 1911, année de la création de la première chapelle en bois pour la communauté catholique. En 1962, le bâtiment actuel a été construit au même endroit, mais cette fois-ci comme beaucoup plus grand et consacré par Mgr Holterman.
Le temple suit le rite latin et dépend de la mission de la conversion de Saint-Paul du diocèse de Willemstad basé sur l'île de Curaçao.